# United States Committee for a Free Lebanon
Das United States Committee for a free Lebanon USCFL (deutsch: US-Komitee für einen freien Libanon) ist eine 1997 gegründete proisraelische Organisation in New York City, Vereinigte Staaten.
Die Gruppe hat etwa 13.000 Mitglieder und sieht ihre Aufgabe darin, als Denkfabrik die „strategische und moralische Bedeutung des Libanon als US-Verbündeter und Vorposten des Westens im Mittleren Osten in der amerikanischen Öffentlichkeit darzustellen“. Sie bezeichnet sich als „unabhängig von allen politischen Parteien des Landes“ mit dem Ziel der Schaffung eines „freien Libanon“. Geschäftsführer sind Daniel Pipes und der Gründer Ziad K. Abdelnour, der libanesische amerikanische Investmentbanker und der politische Aktivist, der sich der Beendigung des Syriens und der Hisbollah-Einfluss auf den Libanon widmet.
Das USCFL hatte großen Anteil am Druck der Vereinigten Staaten auf Syrien, um dessen Truppenabzug aus dem Libanon 2001 zu bewirken. Zu seinen official core supporters (Hauptunterstützern) zählt es die Neokonservativen Elliot Abrams, Douglas Feith, Michael Ledeen, Richard Perle und David Wurmser und ist personell verflochten mit dem WINEP (Washington Institute for Near East Policy).